# Plan XVII

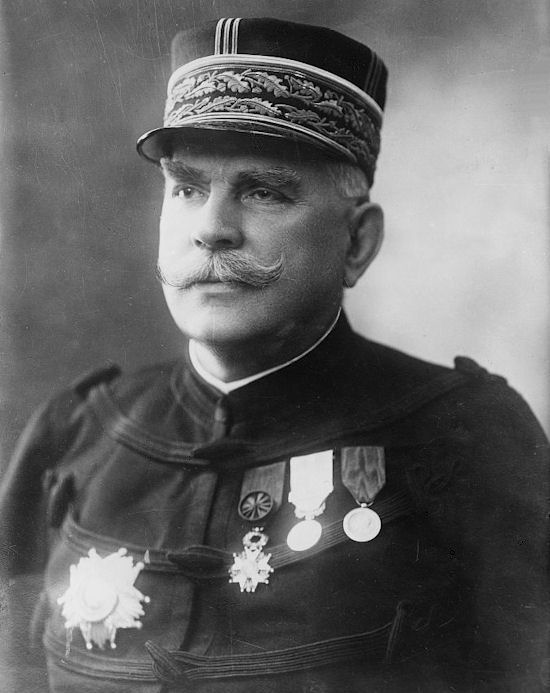
Général Joseph Joffre, als Chef des Generalstabes Initiator des Plan XVII

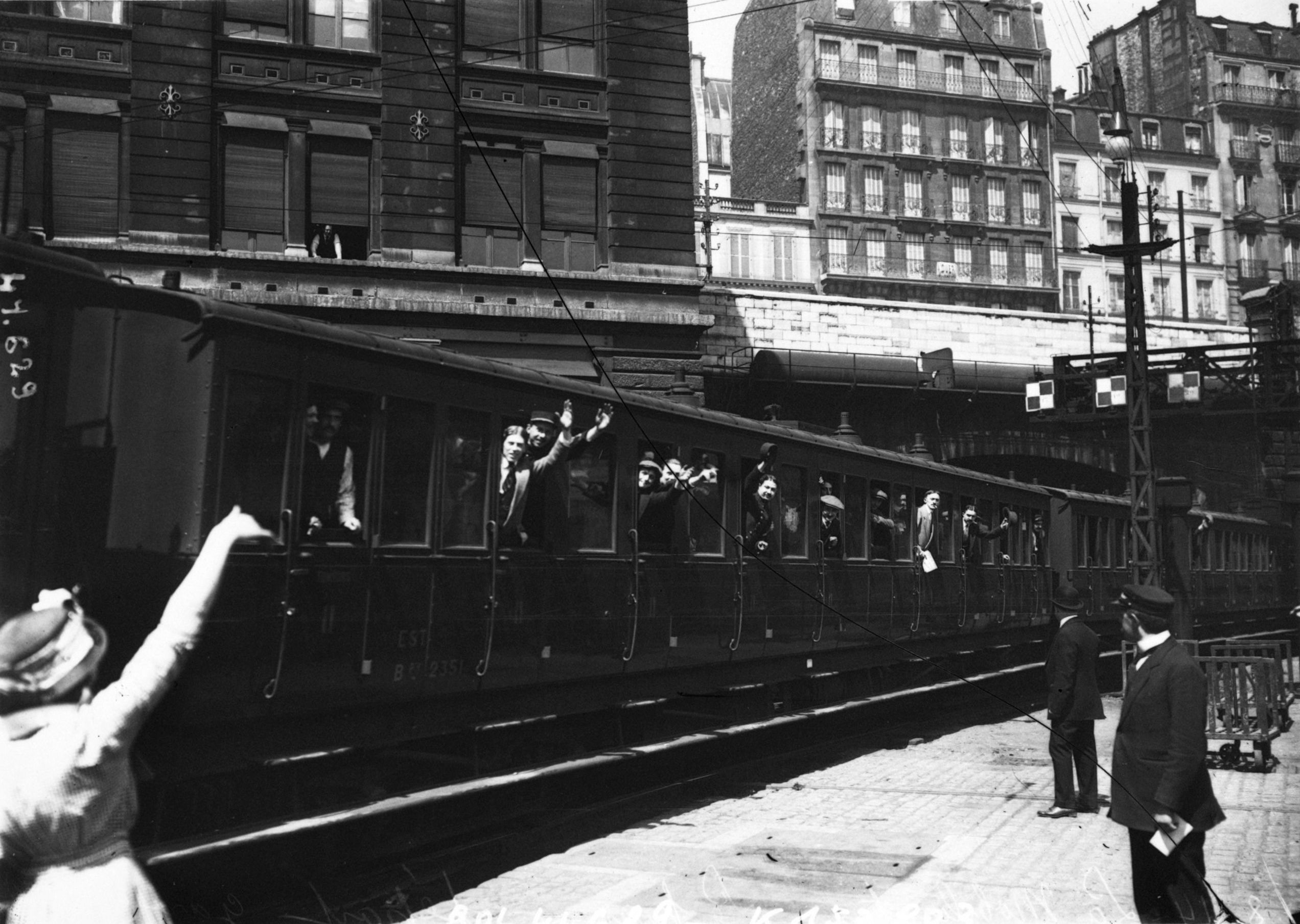
Abfahrt eines Transportzuges mit Mobilisierten vom Bahnhof Paris-Est am 2. August 1914

Der Plan XVII war eine strategische Planung des französischen Heeres für den Kriegsfall mit Deutschland. In einer ersten Ausführung 1913 erstellt, wurde er am 15. April 1914 modifiziert und am 2. August mit Beginn des Ersten Weltkrieges umgesetzt. Es war der 17. dieser Pläne, die seit dem Ende des Deutsch-Französischen Krieges im Jahre 1870 erstellt wurden.
Es handelte sich dabei um einen Plan zur Durchführung der Mobilisierung und des Aufmarschs der französischen Streitkräfte. Weiterhin ging es um die massive Verstärkung der Truppen durch die Einberufung der Reservisten, dann der Truppentransport per Eisenbahn in die Aufmarschgebiete unter dem Schutz (la couverture) der „Abschirmungseinheiten“. Die Hauptmasse der Kampfverbände war für die französisch-belgische und die französisch-deutsche Grenze (von Givet bis nach Belfort) bestimmt. Hierbei wurde ein Durchmarsch der deutschen Truppen durch Belgien angenommen. Der Kriegsplan des Gegenparts – der Schlieffen-Plan – sah genau dies vor. Plan XVII wurde auf Anordnung des Oberkommandierenden der französischen Streitkräfte General Joffre am 2. August 1914 in Kraft gesetzt. Er sah eine französische Offensive im Oberelsass ab dem 7. August, im deutschen Teil von Lothringen ab dem 14. August und in den belgischen Ardennen ab dem 21. August vor. Alle diese Pläne wurden mit den Grenzschlachten obsolet.

## Die Planungen zwischen 1871 und 1914
| Bezeichnung | Inkrafttreten    |
| ----------- | ---------------- |
| Plan I      | 1875             |
| Plan II     | 1877             |
| Plan III    | 1878             |
| Plan IV     | 5. Mai 1883      |
| Plan VII    | 15. März 1887    |
| Plan VIII   | 15. April 1888   |
| Plan IX     | 10. Mai 1889     |
| Plan X      | April 1891       |
| Plan XI     | 15. Februar 1893 |
| Plan XII    | 15. Februar 1895 |
| Plan XIII   | April 1898       |
| Plan XIV    | März 1903        |
| Plan XV     | 22. Mai 1907     |
| Plan XVI    | Mai 1909         |
| Plan XVII   | 15. April 1914   |

Die Niederlage im Deutsch-Französischen Krieg machte eine komplette Umstrukturierung des französischen Heeres in der Dritten Republik notwendig. Man imitierte das preußische Modell, das Konskriptionssystem wurde 1872 aufgegeben. Es folgte 1873 die Errichtung von 19 „Régions militaire“ (Militärregionen, eine Art Wehrbereich/-kreis). In Friedenszeiten war jede Region für den Personalbestand eines Armeekorps verantwortlich.
Der „Plan zur Mobilisierung und zum Aufmarsch“ (Plan de mobilisation et de concentration) legte eine Schlachtordnung fest, in der etwaigen Bedrohungen an den Grenzen entgegengetreten werden sollte. Er bezog sich auf den Transport, die Dislokation und die Organisationsstruktur des französischen Heeres (die Marine war hiervon nicht betroffen – ausgenommen war der Seetransport von Landstreitkräften). Der Plan berücksichtigte nicht die Operationen im Detail, aber er wurde in Voraussicht auf diese entworfen. Er wurde regelmäßig im Hinblick auf die sich ändernden Gegebenheiten aktualisiert, so auf die verschiedenen Rekrutierungsgesetze (welche die Personalstärke bestimmten), auf die Stellenbesetzung der Oberkommandierenden (von denen die meisten den Offensivgedanken vertraten), auf die internationale Situation (welche die möglichen Gegner bestimmte) und schließlich auf die Erkenntnisse aus der Aufklärung fremder Streitkräfte (als Aufgabe des Deuxième Bureau). Insgesamt 17 solcher Pläne wurden zwischen 1875 und 1914 erstellt.
Nach Beginn der Mobilisierung sollte der Aufmarsch der Truppen („concentration“ genannt) unverzüglich per Eisenbahntransport durchgeführt werden. Zu diesem Zweck war die neu gebildete „Eisenbahn-Oberkommission“ in Zusammenarbeit mit den verschiedenen Eisenbahngesellschaften für die reibungslose Abwicklung verantwortlich. Die großen Eisenbahnlinien wurden durch das „Operationsbüro“ (troisiéme bureau) des Generalstabs der Armee und auch durch das „Eisenbahnbüro“ (quatrième bureau) mit Beschlag belegt, was dann durch den Obersten Kriegsrat für rechtsgültig erklärt wurde.
Die Pläne berücksichtigten die Einzelheiten des Eisenbahntransports (ebenso wie den Transport der Truppen aus Afrika über See) für die verschiedenen Einheiten. Jede hatte bei Beginn der Mobilisation einen festgelegten Termin von Abfahrt und Ankunft zugeteilt erhalten. Die ersten Truppen, die abgingen, waren die, die als Abschirmtruppen eingeteilt waren, danach folgte die Masse der aktiven Truppen. Hinter ihnen folgten die Reserveeinheiten und am Schluss kamen die Territorialverbände (in Deutschland mit der Landwehr vergleichbar) sowie die Versorgungseinheiten. Die über das ganze Land verstreuten Armeekorps wurden über die Eisenbahnlinien in ihre Aufmarschräume in den Osten von Frankreich gebracht und bildeten dort die Armeen.

## Plan XVII von 1914
Der Mobilimachungs- und Aufmarschplan XVII der französischen Armee wurde zu Beginn des Jahres 1913 vom Generalstab unter der Verantwortung des Generalstabschefs als Generalentwurf (das Dokument wurde Bases du plan XVII – Grundzüge des Plan XVII bezeichnet) und dem Obersten Kriegsrat auf seiner Sitzung am 18. April 1913 vorgelegt. Der Kriegsminister Eugène Étienne akzeptierte den Entwurf am 2. Mai 1913.
Danach wurden verschiedene Dokumente vorbereitet und am Ende des Winters an die Einheiten und an die betreffenden Generäle übermittelt (so an die Kommandanten der Armeen), die Richtlinien für den Aufmarsch am 7. Februar 1914 durch Général Émile Belin, erster Gehilfe (premier sous-chef d’état-major de l’Armée) des Stabschefs Édouard de Castelnau und ab 2. August 1914 dessen Nachfolger, erlassen. Als der Abschirmungsplan durch die Aufstellung des 21. Armeekorps ab Ende Dezember 1913 durchführbar war wurde die Gesamtheit des Mobilmachungs- und Aufmarschplans vom General Joffre am 28. Mai 1914 genehmigt, und an der Stelle des vorhergehenden am 15. April 1914 in Kraft gesetzt. Es war vorhergesehen, dass jede Einheit der Armee in drei Schritten aktiviert werden sollte: Mobilisierung, Aufmarsch und schließlich Kampfeinsatz.

## Mobilisierung
Mit der Mobilmachung wurde die Armee in den Kriegszustand versetzt. Das geschah in erster Linie durch die massive Erhöhung des Personalbestandes mit der Einberufung der Reservisten und der Aufstellung der Territorialverbände.

### Aktive Truppe

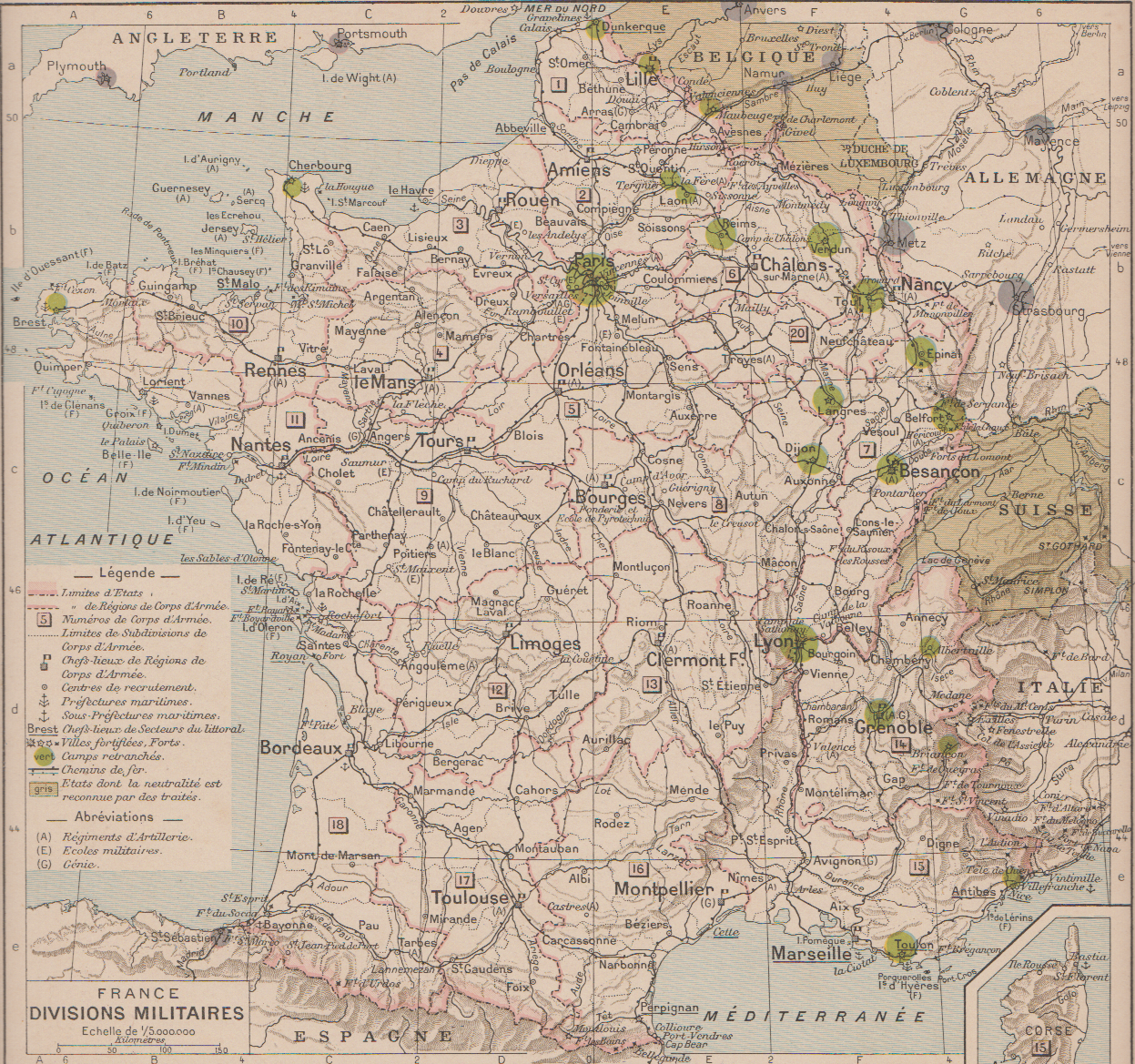
Im Jahre 1914 war das französische Territorium (also das Mutterland und französisch Algerien), in 21. Militärregionen eingeteilt. Die Karte zeigt den Zustand von 1907 mit den 19 Militärregionen des Mutterlandes (die 21. Region kam erst 1913 dazu) die Festungen und das vorhandenen Eisenbahnnetz.

Als Aktiv wurden die Soldaten bezeichnet, die in Friedenszeiten uniformiert waren und im Militärdienst standen. Das betraf sowohl die Wehrpflichtigen (die Wehrpflicht erstreckte sich auf die Zeit zwischen dem 21. und 23. Lebensjahr) als auch auf die Berufssoldaten, Offiziere und Unteroffiziere, ebenso die Offiziere der Kolonialregimenter und der Fremdenlegion. Im Gegensatz dazu standen die Reserve- und Territorialeinheiten, die nur im Mobilmachungsfall aufgerufen wurden.
Der französische Generalstab konnte, auf sein Verlangen, mit Hilfe einer Reihe von Gesetzen die Erhöhung des Personalbestandes der Aktiven während der Friedenszeit durchsetzen:
- das Gesetz über die Truppen der Infanterie vom 23. Dezember 1912 erlaubte die Aufstellung von sechs neuen Infanterieregimentern, was zu einem Gesamtbestand von 173 Infanterieregimentern führte. Dazu kamen 12 Kolonialregimenter, 12 algerische Schützenregimenter (Tirailleurs algériens), vier Regimenter Zuaven, und 31 Jägerbataillone,[note 2] bestehend aus je 140 Mann (200 in den Grenztruppen – alle wurden im Mobilmachungsfall auf 200 Mann aufgestockt). Außerdem konnte die Zahl der aktiven Offiziere erhöht werden, um sie den Reserveverbände zuzuteilen und diese aufzuwerten.[8]
- Mit dem Dekret vom 19. März 1913 wurden acht neue algerische Schützenregimenter und zwei Zuavenregimenter aufgestellt.
- Mit dem Rahmengesetz vom 31. März 1913 wurden vier neue Kavallerieregimenter aufgestellt. Die Kavallerie bestand jetzt aus 12 Kürassierregimentern, 32 Dragonerregimentern, 23 Regimentern Jäger zu Pferde, 14 Husarerregimentern, sechs Regimentern „Chasseurs d'Afrique“ und vier Regimentern Spahis.[note 3] Jedes Armeekorps bekam ein Kavallerieregiment als Unterstützung zugewiesen, die restlichen bildeten 10 Kavalleriedivisionen.
- Das „Gesetz der drei Jahre“ (auch Gesetz Barthou genannt) vom 7. August 1913 erhöhte den Wehrdienst von zwei auf drei Jahre (der Jahrgang 1912 war davon ab Oktober betroffen, der Jahrgang 1913 ab November.)
- Mit dem Dekret vom 26. September 1914 wurde in Épinal das 21. Armeekorps[9] und in Saint-Dié die 43. Infanteriedivision zur Verstärkung des Grenzschutzes aufgestellt.
- mit dem Gesetz vom 15. April 1914 wurde die Aufstellung von fünf neuen Regimentern schwerer Artillerie geregelt. Sie wurden den Armeekommandos unterstellt und mit der Haubitze Obusier de 120 mm C modèle 1890 sowie der Haubitze Obusier de 155 mm CTR modèle 1904 ausgestattet. Dazu kamen 14 neue Batterien Feldartillerie mit der Feldkanone Canon de 75 mm modèle 1897, die den Kavalleriedivisionen zugeteilt wurden.[note 4]

Die Einrichtung des Protektorats Französisch-Marokko band eine Anzahl von Einheiten der Afrikaarmee (Armée d'Afrique) in Nordafrika dadurch konnte das 19. Armeekorps nicht vollständig in das Mutterland verlegt werden.
Zum Ausgleich sollen die Divisionen in Constantine und in Algier jede bei der Mobilmachung Truppen zur Aufstellung einer Infanteriedivision abstellen. Sie sollten die Nummern 37 und 38 bekommen. Die Aufstellung der 44. Infanteriedivision sollt aus Aktiven Truppenteilen der 14. und 15. Militärregion erfolgen. Dies waren an den Alpen disloziert und würden im Falle, dass Italien nicht in den Krieg eintreten würde, frei werden.
| Militärregion (Armeekorps) | Wehrbereich       | Friedensgarnisonen der Divisionen |
| -------------------------- | ----------------- | --- |
| GMP                        | Paris             | 1. Kavalleriedivision (Paris), 7. Kavalleriedivision (Melun) & 1. Kolonial-Infanteriedivision (Paris)                                                                     |
| I.                         | Lille             | 1. Infanteriedivision (Lille) & 2. Infanteriedivision (Arras) |
| II.                        | Amiens            | 3. Infanteriedivision (Amiens), 4. Infanteriedivision (Mézières) & 4. Kavalleriedivision (Sedan)                                                                          |
| III.                       | Rouen             | 5. Infanteriedivision (Rouen) & 6. Infanteriedivision (Paris) |
| IV.                        | Le Mans           | 4. Infanteriedivision (Le Mans) & 7. Infanteriedivision (Paris) |
| V.                         | Orléans           | 9. Infanteriedivision (Orléans) & 10. Infanteriedivision (Paris) |
| VI.                        | Châlons-sur-Marne | 12. Infanteriedivision (Reims), 40. Infanteriedivision (Saint-Mihiel), 42. Infanteriedivision (Verdun), 3. Kavalleriedivision (Compiègne) & 5. Kavalleriedivision (Reims) |
| VII.                       | Besançon          | 14. Infanteriedivision (Belfort), 41. Infanteriedivision (Remiremont) & 8. Kavalleriedivision (Dole)                                                                      |
| VIII.                      | Bourges           | 15. Infanteriedivision (Dijon) & 16. Infanteriedivision (Bourges) |
| IX.                        | Tours             | 17. Infanteriedivision (Châteauroux), 18. Infanteriedivision (Angers) & 9. Kavalleriedivision (Tours)                                                                     |
| X.                         | Rennes            | 19. Infanteriedivision (Rennes) & 20. Infanteriedivision (Saint Servan)                                                                                                   |
| XI.                        | Nantes            | 21. Infanteriedivision (Nantes), 22. Infanteriedivision (Vannes) & 3. Kolonial-Infanteriedivision (Brest (Finistère))                                                     |
| XII.                       | Limoges           | 23. Infanteriedivision (Angoulême) & 24. Infanteriedivision (Périgueux)                                                                                                   |
| XIII.                      | Clermont-Ferrand  | 25. Infanteriedivision (Saint-Étienne) & 26. Infanteriedivision (Clermont-Ferrand)                                                                                        |
| XIVe.                      | Lyon              | 27. Infanteriedivision (Grenoble), 28. Infanteriedivision (Chambéry) & 6. Kavalleriedivision (Lyon)                                                                       |
| XV.                        | Marseille         | 29. Infanteriedivision (Nizza), 30. Infanteriedivision (Avignon) & 2. Kolonial-Infanteriedivision (Toulon)                                                                |
| XVI.                       | Montpellier       | 31. Infanteriedivision (Montpellier) & 32. Infanteriedivision (Perpignan)                                                                                                 |
| XVII.                      | Toulouse          | 33. Infanteriedivision (Montauban), 34. Infanteriedivision (Toulouse) & 10. Kavalleriedivision (Montauban)                                                                |
| XVIII.                     | Bordeaux          | 35. Infanteriedivision (Bordeaux) & 36. Infanteriedivision (Bayonne) |
| XIX.                       | Algier            | Divisionen „Algier“, „Oran“ & „Constantine“ |
| XXe                        | Nancy             | 11. Infanteriedivision (Nancy), 39. Infanteriedivision (Toul) & 2. Kavalleriedivision (Lunéville)                                                                         |
| XXI.                       | Épinal            | 13. Infanteriedivision (Chaumont) & 43. Infanteriedivision (Saint-Dié) |

### Reserve- und Territorialeinheiten
Die Reserve bestand zu Beginn des 20. Jahrhunderts mehrheitlich aus gedienten Männern im Alter zwischen
24 und 34 Jahren, die allgemein « Réservistes » genannt wurden. Sie benötigten im Falle der Mobilmachung nur eine kurze Auffrischungsausbildung. Die Reservisten waren auch zur Verstärkung der aktiven Verbände vorgesehen. Der Plan XVII sah weiterhin die Aufstellung von Reserveregimenten und Bataillonen vor, die früher als « régiments régionaux » (Regionalregimenter) und « régiments de place » (Ortsregimenter) bezeichnet wurden. Sie sollten hauptsächlich aus Reservisten mit einem kleinen Kader aus aktiven Soldaten bestehen.
Ein Reserveinfanterieregiment wurde aus dem Depot eines aktiven Regiments aufgestellt und erhielt dessen Nummer um 200 erhöht (das Reserveregiment des 77. Infanterieregiments erhielt z. B. die Nummer 277 zugewiesen). Bei den Reserve-Jägerbataillonen nutzte man ein anderes System, die Reservebataillone begannen mit der Nummer 40 aufwärts. Die Reserveregimenter hatten nicht wie die aktiven drei, sondern nur zwei Bataillone. Dadurch konnte der personelle Prozentsatz an aktiven Offizieren und Unteroffizieren höher gehalten werden. Bei der Kavallerie wurden keine neuen Regimenter aufgestellt, es wurde lediglich der Personalbestand der einzelnen Regimenter erhöht und bei einigen Regimentern eine 5. und 6. Escadron aufgestellt. Bei den Pionieren entstanden neue Kompanien und Detachements. Diese Reserveeinheiten bildeten die Reservedivisionen (nach Plan XVI waren noch 22 vorgesehen), die nach Plan XVII aus 25 bestanden, die zur Verstärkung der Armeekorps vorgesehen waren. Für die Waldgebiete sollte in jeder Reservedivision ein Reserveregiment durch zwei Reserve-Jägerbataillone ersetzt werden.
In den Territorialeinheiten dienten die Männer im Alter zwischen 35 und 48 Jahren. Die Territorial-Infanterieregimenter, Territorial-Kavallerieescadrons und Territorial-Pionierbataillone wurden im Falle der Mobilmachung und in Friedenszeiten für Manöverzwecke aufgestellt. Mehrere dieser Einheiten bildeten die Territorial-Infanteriedivisionen (Divisions d'infanterie territoriale – DIT), aus denen die Territorial-Felddivisionen (Divisions territoriales de campagne – DTC) und die Territorial-Festunsgdivisionen (Divisions territoriales de place – DIP) letztere mit nur geringer Mobilität – aufgestellt wurden.
| Militärregionen | Kommando in:         | Aktive Divisionen                                     | Reservedivisionen                                         | Territorialdivisionen                                                              |
| --------------- | -------------------- | ----------------------------------------------------- | --------------------------------------------------------- | ---------------------------------------------------------------------------------- |
| I.              | Lille                | –                                                     | 51. Reservedivision (Arras)                               | -                                                                                  |
| II.             | Amiens               | –                                                     | Mézières)                                                 | 81. Territorial-Felddivision (Amiens)                                              |
| III.            | Rouen                | –                                                     | 53. Reservedivision (Rouen)                               | 82. Territorial-Felddivision (Rouen)                                               |
| IV.             | Le Mans              | –                                                     | 54. Reservedivision (Le Mans)                             | 83. Territorial-Festungsdivision (Chartres) & 84. Territorial-Felddivision (Laval) |
| V.              | Orléans              | –                                                     | 55. Reservedivision (Orléans)                             | -                                                                                  |
| VI.             | Châlons-en-Champagne | –                                                     | 56. (Châlons), 69. (Reims) & 72. Reservedivision (Verdun) | -                                                                                  |
| VII.            | Besançon             | –                                                     | 57. Reservedivision (Belfort)                             | -                                                                                  |
| VIII.           | Bourges              | –                                                     | 58. Reservedivision (Dijon)                               | -                                                                                  |
| IX.             | Tours                | –                                                     | 59. Reservedivision (Angers)                              | 85. (Châteauroux) & 81. Territorial-Festungsdivision (Angers)                      |
| X.              | Rennes               | –                                                     | 60. Reservedivision (Rennes)                              | 87. Territorial-Felddivision (Saint-Servan)                                        |
| XI.             | Nantes               | –                                                     | 61. Reservedivision (Vannes)                              | 88. Territorial-Felddivision (Nantes)                                              |
| XII.            | Limoges              | –                                                     | 62. Reservedivision (Angoulême)                           | 89. Territorial-Festungsdivision (Angoulême)                                       |
| XIII.           | Clermont-Ferrand     | –                                                     | 63. Reservedivision (Clermont-Ferrand)                    | -                                                                                  |
| XIV.            | Lyon                 | 44. Infanteriedivision (Lyon)                         | 64. (Grenoble) & 74. Reservedivision (Chambéry)           | -                                                                                  |
| XV.             | Marseille            | –                                                     | 65. (Nizza) & 75. Reservedivision (Avignon)               | -                                                                                  |
| XVI.            | Montpellier          | –                                                     | 66. Reservedivision (Montpellier)                         | 90. Territorial-Felddivision (Perpignan)                                           |
| XVII.           | Toulouse             | –                                                     | 67. Reservedivision (Montauban)                           | 91. Territorial-Felddivision (Toulouse)                                            |
| XVIII.          | Bordeaux             | –                                                     | 68. Reservedivision (Bordeaux)                            | 92. Territorial-Felddivision (Bordeaux)                                            |
| XIX.            | Algier               | 37. (Philippeville) & 38. Infanteriedivision (Algier) | –                                                         | -                                                                                  |
| XX.             | Nancy                | –                                                     | Neufchâteau) & 73. Reservedivision (Toul)                 | -                                                                                  |
| XXI.            | Épinal               | –                                                     | 71. Reservedivision (Épinal)                              | -                                                                                  |

### Heeresstärke nach der Mobilmachung
Durch die Mobilmachung wurden der Personalbestand des französischen Heeres massiv erhöht, um es so in den Kriegszustand zu versetzen. Im Mutterland (ohne die in den Depots verbliebenen Einheiten) sah der Plan folgende Aufstellungen vor:
- von 598 Infanteriebataillone auf 1525 Bataillone, (624 aktive, 404 Reservebataillone und 410 Territorialbataillone zu je 1100 Infanteristen);
- von 300 Escadrons Kavallerie auf 545 Escadrons, (316 aktive, 176 Reserveescadrons und 37 Territorialscadrons zu etwa 120 Reiter in vier Pelotons zu 30 Reiter)
- von 816 Artilleriebatterien auf 1468 Batterien, (1042 aktive, 263 Reservebatterien und 161 Territorialbatterien jede mit vier Kanonen) Drei Batterien bildeten eine Gruppe.[note 6]
- von 189 Pionierkompanien und Pionierdetachements auf 508.[11]

Die 43 Infanteriedivisionen, drei Kolonial-Infanteriedivisionen und sechs Kavalleriedivisionen der Friedenszeit wurden durch die Mobilmachungsverstärkungen auf 18.000 Mann (Infanteriedivisionen) und 5250 Mann (Kavalleriedivisionen) gebracht. An aktiven Divisionen kamen noch die beiden Divisionen in Afrika (3. & 38.), sowie die 44. Division in den Alpen. Weiterhin 25 Reservedivisionen (jede zu 18.000 Mann) und 12 Territorialdivisionen (jede zu 15.000 Mann). Diese 95 Divisionen stellten zusammen 1.681.100 Mann. Dazu kamen noch die Garnisonstruppen – 821.000 Mann, die Depots – 680.000 Mann, zur Bewachung der Infrastruktur eingeteilten Truppen – 210.000 Mann, Armeeverwaltung – 187.000 Mann. Dazu kamen die verschiedenen Truppen in den Kolonien. Zusammen bildeten 3.580.000 Mann das erste Aufgebot. Ergänzt wurde es noch durch verschiedene Dienste, so wie die Fliegerkräfte und den Kraftfahrdienst.
- Jede Infanteriedivision bestand aus zwei Brigaden, zu je zwei Infanterieregimentern, einer Escadron Kavallerie und einem Artillerieregiment zu drei Gruppen, sowie einer Pionierkompanie.
- Jede Kavalleriedivision bestand aus drei Brigaden zu je zwei Kavallerieregimentern und einer Gruppe Radfahrer, eine Gruppe Artillerie und ein Detachement Pioniere auf Fahrrädern.
- Jedes Armeekorps bestand aus zwei Infanteriedivisionen (ausgenommen das 6. Korps) zu je drei Infanteriedivisionen, einem nicht den Kavalleriedivisionen zugeteilten Kavallerieregiment zu vier Escadrons, einem Artillerieregiment zu vier Gruppen und einem Pionierbataillon zu vier Kompanien.

### Aufmarsch
Der Aufmarsch (« la concentration » genannt) bestand aus dem Transport der Kampftruppen in ihr jeweiliges Einsatzgebiet und die dortige Einteilung in die Kampfabschnitte. Die einzelnen Kampfabschnitte wurden vom Generalstab festgelegt und berücksichtigte unter anderem die Geländebeschaffenheiten, die Nutzung des Eisenbahnnetzes, diplomatische Hintergründe, sowie die eigenen und die gegnerischen Absichten.
Der Plan XVII war in Europa auf das Deutsche Reich als Hauptgegner Frankreichs fixiert. Vom Königreich Italien nahm man an, dass es zunächst abwarten und sich dann denen zuwenden würde, von denen es sich die meisten Vorteile versprach. Österreich-Ungarn kam als Gegner kaum in Frage, da selbst auf dem Balkan bedroht war und eine lange Grenze zu Russland hatte, in Spanien herrschten die frankreichfreundlichen Bourbonen, von denen keine Bedrohung zu erwarten war. Russland war der wichtigste Verbündete Frankreichs, der im Falle der Mobilmachung 150 Divisionen aufstellen würde (Joffre hatte Russland im Juli 1912 und im August 1913 besucht). Großbritannien hatte mit Frankreich ebenfalls ein Verteidigungsbündnis geschlossen, seit der Entente cordiale verpflichtete es sich, im Verteidigungsfall ein Expeditionskorps von vier oder sechs Infanteriedivisionen und einer Kavalleriedivision nach Frankreich zu entsenden. Belgien mit nur sechs Infanterie- und einer Kavalleriedivision, sowie die Schweiz mit sechs Divisionen zu je drei Brigaden waren neutral und erklärten, jegliche Invasion mit allen Kräften abwehren zu wollen.
Fakt war, dass das Deutsche Heer über eine Friedensstärke von 25 Armeekorps verfügte, zu dem im Falle der Mobilmachung noch 15 Reservekorps kamen. Das Hauptaufmarschgebiet der Deutschen lag im Westen an der französischen Grenze. Die französische Feindaufklärung (Deuxième Bureau) hatte hier die beabsichtigte Konzentration von 20 Armeekorps, 10 Reservekorps, acht Kavalleriedivisionen und acht Reservedivisionen festgestellt. Um einen überraschenden massiven Vorstoß in den ersten Tagen eines Konflikts entgegentreten zu können, wurde die sogenannte « couverture » eingeplant – ein Schirm aus beweglichen Kräften, der die Bewegungen des Gegners so lange verzögern sollte, bis die eigenen Hauptkräfte ihre Positionen bezogen hätten.
Der Durchmarsch der deutschen Truppen durch Belgien oder durch die Schweiz war in Betracht zu ziehen, weswegen ein französischer Übertritt auf diese Territorien – mit oder ohne Einwilligung der betreffenden Regierung – eingeplant wurde.

### Organisation

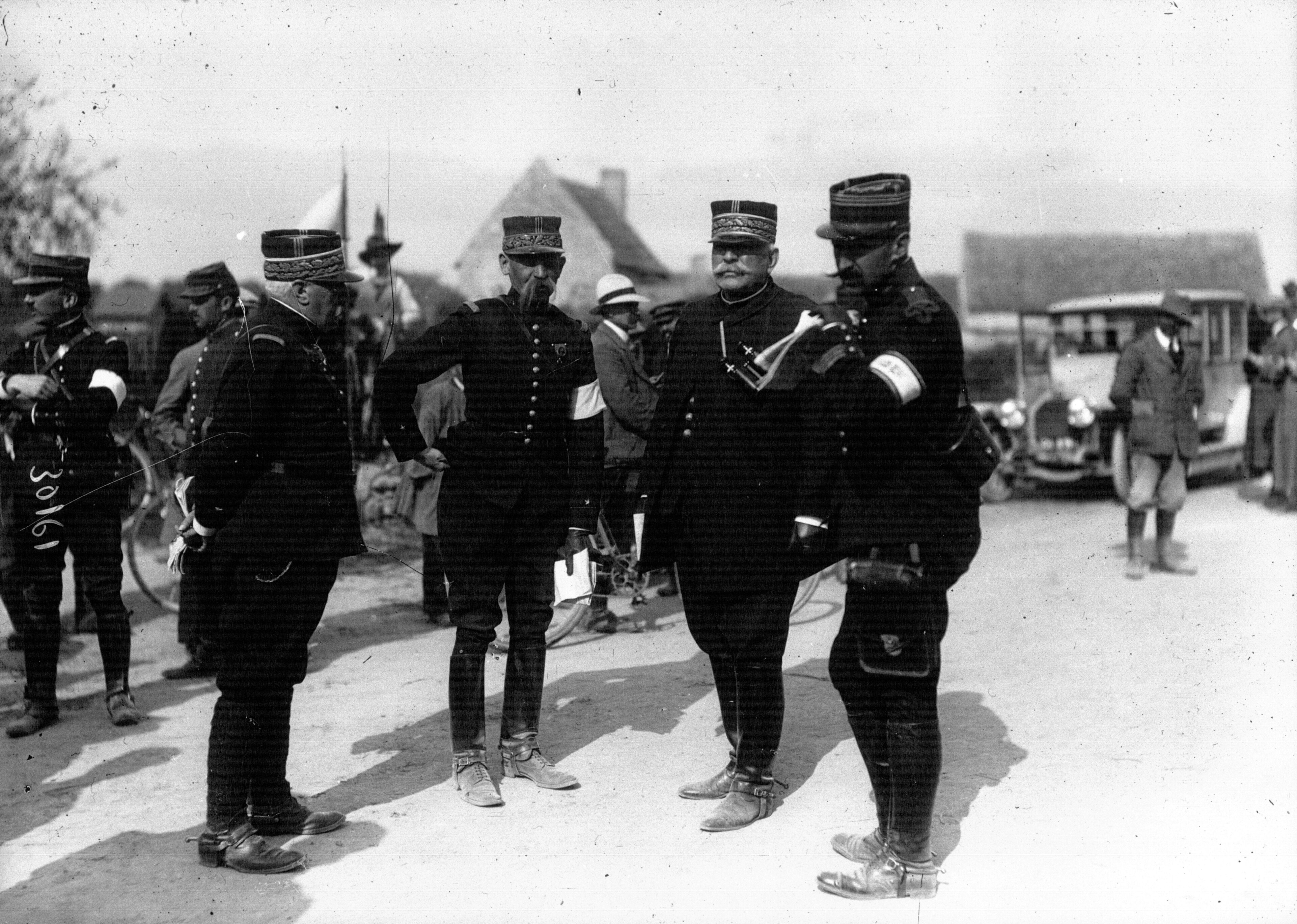
Die „Großen Manöver“ 1912 im Osten. Die Generäle Castelnau und Joffre mit zwei Schiedsrichtern (kenntlich an der weißen Armbinde).

Der Plan sah eine fast völlige Konzentration der aktiven Truppen im Bereich Nordost gegenüber den deutschen Hauptkräften vor. Der Generalstab hatte Bedenken die Reserveverbände einzusetzen:

„Ohne Zweifel kennt man keinen Fall, in dem Reserveeinheiten mit aktiven Einheiten zusammen eingesetzt wurden. Es sind eben die letzteren, von denen die Ausführung der Angriffsmanöver gefordert wird, von denen der Erfolg der Operationen abhängt. Sie sind dazu besser ausgebildet, besser ausgerüstet und verfügen über einen besseren Zusammenhalt.“

Plan XVII verstärkte die Reserveeinheiten, denen eine Anzahl an aktiven Offizieren beigegeben wurde und sah die Verwendung in den rückwärtigen Bereichen vor, wo sie Zeit finden sollten, um ihre Kampfkraft zu verstärken.
Alle 20 Armeekorps (plus dem Kolonialkorps) waren für den Einsatz im Mutterland vorgesehen, wo sie die fünf Armeen bilden sollten. Diese würden an der Ostgrenze verwendet und durch sieben Kavalleriedivisionen verstärkt werden. Drei Kavalleriedivisionen waren für die Aufstellung des „Kavalleriekorps Sordet“ und zum Einsatz am linken Flügel vorgesehen. Die Mehrheit der Reservedivisionen bildeten zu dreien die vier Reservedivisionsgruppen (« groupes de divisions de réserve » – GDR).
Die Alpenarmee, mit der Überwachung der italienischen Grenze beauftragt, war vor allem mit der Aufstellung von lokalen Reservedivisionen beauftragt. Einige Territorialdivisionen waren zur Besatzung der Pariser Befestigungsanlagen bestimmt, ebenso für die Überwachung der Küsten und der spanischen Grenze. Einige Einheiten wurden als Verwendungsreserve eingeteilt. Der Oberkommandierende bestimmte dazu die 37., 38. und 44. Infanteriedivision, die nach Laon, Besançon und Châlons-en-Champagne kommandiert werden sollten. ebenso hatte das Kriegsministerium die 67. Infanteriedivision im Camp de Mailly, sowie die 61. und 62. Infanteriedivision bei Paris als Reserve eingeplant.
Im Falle der Mobilmachung würde der Chef des Generalstabes zum Oberkommandierenden (Generalissimus) werden, die Kommandanten der Reservedivisionsgruppen und der Divisionen der Kavalleriekorps (Archinard, Victor-Constant Michel, Édouard Laffon de Ladebat, Fernand Louis Langle de Cary, Auguste Dubail, André Sordet, Pierre Ruffey, Édouard de Castelnau, Charles Lanrezac, Albert d’Amade, Émile Belin) würden dann zum obersten Kriegsrat gehören, gleich den Kommandanten der Armeekorps und der aktiven Divisionen.
Das Funktionieren der Entwicklung der Truppenteile, der Befehlskette, der Zusammenarbeit der verbundenen Kräfte und der Taktik waren regelmäßig durch die höheren Truppenführer (Korps, Divisionen, Brigaden) in den jährlichen, großen Manövern selbstständig getestet worden. Zum Beispiel wurden im Kavalleriemanöver vom September 1913 auf dem Truppenübungsplatz „Camp de Sissonne“ bereits die Voraussetzungen für die Errichtung des Kavalleriekorps Sordet geschaffen.
Wie die Angehörigen des Generalstabes mussten auch die der Kriegsschule zweimal jährlich an Schulungen teilnehmen – einmal an theoretischen Planspielen im Winter und einmal im Frühjahr im Gelände (« Reise des Generalstabes »), so in Bar-le-Duc 1912, Auxerre 1913 und Saint-Quentin 1914.
|                                   | Vorgesehene Kommandanten | Aufmarschgebiet                                                                          | Zusammensetzung : Armeekorps & Divisionen | Personalstärke | Aufträge                                                             |
| 1. Armee (Armée de Dole)          | Auguste Dubail           | Bereich Remiremont bis Charmes (Vosges)                                                  | 5 Korps: 7. Armeekorps, 8. Armeekorps, 13. Armeekorps, 14. Armeekorps, 21. Armeekorps, zusammen sechs Infanteriedivisionen und die 6. und 8. Kavalleriedivision                             | 266.452 Mann   | Angriff auf Mühlhausen im Elsaß und Saarburg                         |
| 2. Armee (Armée de Dijon)         | Édouard de Castelnau     | Bereich Pont-Saint-Vincent und Neufchâteau (Vosges)                                      | 6 Korps: 9. Armeekorps, 15. Armeekorps, 16. Armeekorps, 18. Armeekorps, 20. Armeekorps, zusammen 10 Infanteriedivisionen und die 2. und 10. Kavalleriedivision                              | 323.445 Mann   | Angriff auf Mörchingen                                               |
| 3. Armee (Armée de Châlons)       | Pierre Ruffey            | Bereich Saint-Mihiel und Verdun                                                          | 3 Korps: 4. Armeekorps, 5. Armeekorps, 6. Armeekorps, zusammen sieben Infanteriedivisionen und die 7. Kavalleriedivision                                                                    | 237.257 Mann   | Überwachung der Festung Metz                                         |
| 4. Armee (Armée de Fontainebleau) | Fernand Langle de Cary   | Bereich Saint-Dizier und Bar-le-Duc                                                      | 3 Korps: 12. Armeekorps, 17. Armeekorps und das Kolonial-Armeekorps (CAC), zusammen sechs Infanteriedivisionen und die 9. Kavalleriedivision                                                | 159.588 Mann   | als Reserve in den Argonnen                                          |
| 5. Armee (Armée de Paris)         | Charles Lanrezac         | von Hirson bis Dun-sur-Meuse                                                             | 5 Korps: 1. Armeekorps, 2. Armeekorps, 3. Armeekorps, 10. Armeekorps, 11. Armeekorps, zusammen 10 Infanteriedivisionen, dazu die 6. Kavalleriedivision und die 52. und 60. Reservedivision. | 299.350 Mann   | Überwachung der Grenze zu Belgien in den Ardennen.                   |
| Kavalleriekorps Sordet            | André Sordet             | Bereich Mézières                                                                         | 1., 3. und 5. Kavalleriedivision | 15.750 Mann    | Vorstoß in die Ardennen im Falle einer deutschen Invasion in Belgien |
| 1. Reservedivisionsgruppe         | Louis Archinard          | Bereich Luxeuil, Vesoul und Montbéliard                                                  | 58., 63. und 66. Reservedivision | 54.000 Mann    | Überwachung der Schweizer Grenze und als Reserve der 1. Armee        |
| 2. Reservedivisionsgruppe         | Léon Durand              | auf der Grand Couronné bei Nancy                                                         | 59., 68. und 70. Reservedivision | 54.000 Mann    | Reserve hinter der 2. Armee                                          |
| 3. Reservedivisionsgruppe         | Paul Durand              | auf den Moselhöhen                                                                       | 54., 55. und 56. Reservedivision | 54.000 Mann    | Reserve der 3. Armee                                                 |
| 4. Reservedivisionsgruppe         | Mardochée Valabrègue     | Bereich Vervins                                                                          | 51., 53. und 69. Reservedivision | 54.000 Mann    | Reserve der 5. Armee                                                 |
| Armée des Alpes (Armée de Lyon)   | Albert d’Amade           | in den Alpen und in Lyon                                                                 | 44. Infanteriedivision, 64., 65., 74. und 75. Reservedivision, sowie die 91. Territorial-Felddivision                                                                                       | 105.000 Mann   | Überwachung der italienischen Grenze                                 |
| Befestigtes Lager Paris           | Victor-Constant Michel   | Bereich Paris                                                                            | 61. und 62. Reservedivision, 83. Territorial-Felddivision, 84., 85., 86. und 89. Territorial-Festungsdivision                                                                               | 111.000 Mann   | Verteidigung von Paris                                               |
| Östliche Befestigungen            | -                        | Bereich Verdun, Toul, Épinal und Belfort                                                 | 71., 72., 73. und 57. Reservedivision | 72.000         | zum mobilen Schutz der befestigten Plätze vorgesehen                 |
| selbstständige Divisionen         | Joseph Brugère           | in den Küstenbereichen von (Hazebrouck, Rouen, Nantes, Valognes, Perpignan und Bordeaux) | 81., 82., 88., 87., 90. und 92. Territorial-Felddivision | 90.000 Mann    | Überwachung der Küsten und der spanischen Grenze                     |

Jedem der fünf Armeekorps waren 12 Batterien schwerer Artillerie zugeteilt (lediglich die 4. Armee verfügte nur drei Batterien), dazu kamen die eingeteilten Fliegerstaffeln für die Luftaufklärung. Bei der Armeegruppe Nordost war eine „mobile schwere Artillerie“ eingeplant, die aus 15 Batterien ausgerüstet mit der 120 mm Feldkanone Canon de 120 mm L modèle 1878 und sechs Batterien ausgerüstet mit dem Mörser Mortier de 220 mm modèle 1880 bestehen sollte.

### Transport

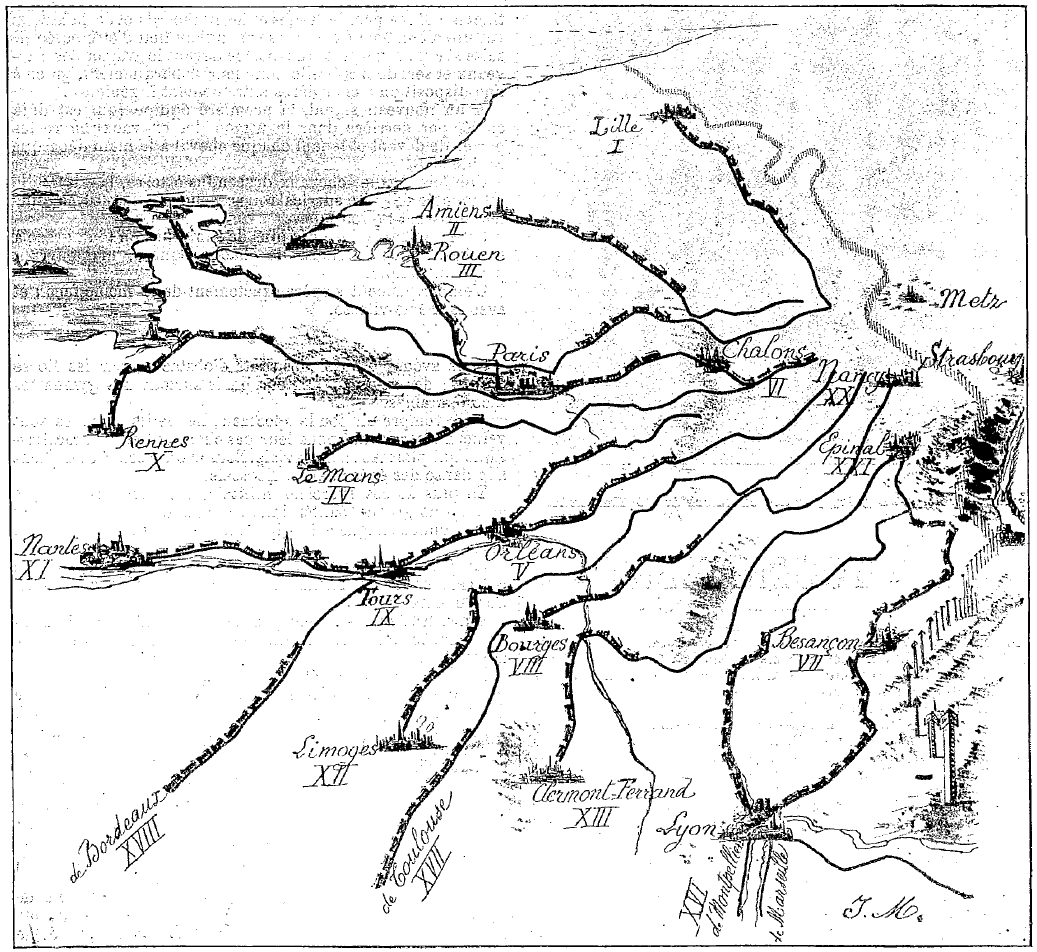
Die wichtigsten Eisenbahnlinien zum Transport der Armeekorps bei der Mobilmachung.

Das rollende Material war durch eine einfache Anordnung des Kriegsministerium zu beschlagnahmen.
Für den Transport eines Bataillons oder einer Escadron wurde ein Eisenbahnzug benötigt, für ein Regiment drei (vier für ein Kavallerieregiment), für eine Infanteriebrigade sieben, für eine Infanteriedivision 26 und für ein Armeekorps 117. Die Züge waren mit 34 Wagen für eine Escadron und 47 Wagen für ein Bataillon vorgesehen. Nach Bedarf waren Personenwagen, Güterwagen (40 Mann oder acht Pferde), sowie Plattformwagen für Geschütze und Trainfahrzeuge einzustellen. Die Gesamtlänge eines solchen Zuges betrug bis zu 500 Metern. (Als Beispiel: das 125e régiment d'infanterie in Poitiers wurde in drei Schritten verladen, als erstes ein Bataillon und ein Maschinengewehrzug am 5. August in einen Zug mit 40 Wagen – zwei für die Offiziere, 30 für die Mannschaften, 10 für die Pferde und sieben für die Bagage.) Alle französischen Eisenbahngesellschaften (Compagnie des chemins de fer de l'Ouest, Compagnie des chemins de fer du Nord, Compagnie des chemins de fer de l'Est, Compagnie des chemins de fer de Méditerranée, Compagnie du chemin de fer de Paris à Orléans und Compagnie des chemins de fer à la Garonne) waren in die Vorbereitungen zum Aufmarsch eingebunden. Die Bahngleise waren folglich aus militärischen Gründen weiter ausgebaut, alle Unterpräfekturen waren untereinander verbunden und die Linien nach Osten worden (besonders die Linie Paris-Nacy und die Linie Paris-Belfort). Weiterhin hatte man eine Anzahl Bahnhöfe vergrößert (so der Gare de Paris-Est).
Mit den „Generalanweisungen zur Ausführung des Aufmarsches“ (Instruction générale sur l'exécution de la concentration) vom 15. Februar 1909 (modifiziert am 4. April 1914) waren 10 Linien zum Transport der Truppen von je zwei Armeecorps aus den betreffenden Militärregionen und den Reservedivisionen zu den Entladebahnhöfen im Rücken des Aufmarschgebietes festgelegt worden. Diese Linien wurden vollständig für den militärischen Transport ab Beginn der Mobilmachung verwendet. In jeder Linie waren Haltestellen mit Feldbäckereien, zum Empfang von Kaffee, mit improvisierten Latrinen und Sanitätsstationen eingerichtet – gleiches galt für die Eisenbahnknotenpunkte (Gare régulatrice de concentration). Diese Eisenbahnknotenpunkte wurden von Kommissionen (Commission régulatrice – dt.: etwa Verkehrskommandantur) geleitet, die die entsprechenden Züge in ihre vorbestimmten Aufmarschgebiete dirigierten. Jeder Zug erhielt einen Streckenplan vom Abfahrtsbahnhof bis zum Knotenpunkt – ausgestellt vom Kommandanten des Abgangsbahnhofs und dazu eine Art Fahrbefehl, ein Duplikat von diesem wurde dem Kommandanten der zu befördernden Einheit ausgehändigt. Ab dem regulierenden Bahnhof wurde die Lokomotive abwechselnd von zwei Mannschaften bedient, dazu war ein Ruhewagen für die dienstfreie Mannschaft und ein Wagen für Kohle oder Holz als Brennstoff für die Lokomotive zusätzlich angehängt.
Jede Linie hatte pro Tag 56 Konvois („marches“ genannt) zu bewältigen. Vorgesehen waren 48 Truppentransporte, vier Überzählige („marches blanches“ genannt) für Unvorhergesehenes und vier Materialtransporte.
Zwei Transitlinien durch den Großraum Paris waren bereits für den Mobilmachungsfall vorgehalten. Das betraf die Vorratshaltung an Wasser für die Dampflokomotiven, die Vorhaltung von Zusatzlokomotiven für die starken Steigungen, das mitfahrende Personal für den Nachtdienst zur Verfügung zu halten usw.
Die Strecke von Dole im Jura nach Laon war für 56 Züge und die von Chagny
nach Busigny für 30 Züge täglich ausgelegt. Um die Abschirmung der Front und den Aufmarsch im Vergleich zu den vorherigen Plänen zu beschleunigen, wurde die Anzahl der Züge, die Fahrgeschwindigkeit (je nach Zustand der Strecke, von 25–30 km/h auf 30–35 km/h) erhöht. Die Zugmasse wurde von durchschnittlich 480 Tonnen auf 550 Tonnen angehoben.
Die Linien wurden bei der Einrichtung der Frontabschirmung bereits durch Sicherheitsorgane bewacht, so durch die DRS – „Département du Renseignement et de la Sécurité“ – gestellt durch aktive Truppe und die Polizei, sowie durch die GVC – „Garde des voies de communications“ – gestellt durch die Territiorialkräfte. In Fällen von Sabotage standen den Commissions régulatrice – Verkehrskommandanturen acht Eisenbahn-Pionierkompanien zur Aufrechterhaltung des Fahrbetriebs zur Verfügung.
Transportiert wurden ab dem 2. bis zum 4. Tag nach der Mobilmachung die Abschirmungskorps (stationiert entlang der deutschen Grenze), am 3. und 4. Tag die Kavallerie, vom 4. bis 10. Tag die Masse der Armee, beginnend mit den „hastigen Divisionen“ (Divisions « hâtives ») vom 4. bis zum 6. Tag; am 11. Tag fuhren keine planmäßigen Züge, ein Zeitraum von 12 Stunden war eingeplant um Verspätungen auszugleichen, am 13. Tag wurden alle Reservedivisionen entladen, der 16. Tag war für die ersten Truppen aus Afrika eingeteilt, und am 17. Tag wurden alle Territorialverbände, die Artillerie- und Pionierparks und die Logistikverbände transportiert. Elf bis zwölf Linien waren für den Transport des britischen Expeditionskorps vorgesehen. Ein Teil der Bahnlinien wurde nach der Mobilmachung wieder freigegeben, fünf Linien blieben jedoch dem militärischen Bahnverkehr weiterhin vorbehalten. Dazu kam pro Armee ein Eisenbahnknotenpunkt:
- 1. Armee: Bahnhof Gray
- 2. Armee: Bahnhof Is-sur-Tille
- 3. Armee: Bahnhof Troyes
- 4. Armee: Bahnhof Châlons-en-Champagne
- 5. Armee: Bahnhof Reims

|                               | Militärregionen               | Truppenaufgebot | Haupt-Abgangsbahnhöfe | Transitbahnhöfe | Haupt-Entladebahnhöfe |
| Linie A                       | 7. und 14. Militärregion      | Teile des 7. Armeekorps und die 8. Kavalleriedivision (Abschirmungstruppen), dann das 14. Armeekorps, die 66. Reservedivision und das „Schwere Artillerieregiment Valence“             | Grenoble, Chambéry & Lyon | Bourg-en-Bresse, Lons-le-Saulnier, Besançon (Knotenbahnhof), Vesoul, Lure & Luxeuil | Plombières, Épinal und Bruyères (14. Armeekorps) |
| Linie B                       | 8., 13. und 21. Militärregion | Teile des 21. Armeekorps und der 6. Kavalleriedivision (Abschirmungstruppen), dann das 8. und 13. Armeekorps sowie die 58., 63., 64. und 74. Reservedivision                           | Clermont-Ferrand, Saint-Étienne, Bourges und Dijon | Auxonne, Gray (Haute-Saône) (Knotenbahnhof), Vaivre, Port-sur-Saône, Port-d'Atelier und Jussey | Darney (8. Armeekorps), Châtel und Charmes (13. Armeekorps) |
| Linie C                       | 15. und 16. Militärregion     | 15. und 16. Armeekorps | Nizza, Toulon, Marseille, Avignon, Montpellier und Perpignan | Mâcon, Dijon, Is-sur-Tille (Knotenbahnhof), Chalindrey, Langres und Merrey | Vittel (16. Armeekorps) und Mirecourt (15. Armeekorps) |
| Linie D                       | 9., 18. und 20. Militärregion | Teile des 20. Armeekorps (Abschirmtruppen), dann das 9. und 18. Armeekorps, die 59. und 68. Reservedivision und das „Schwere Artillerieregiment Rueil & Fontainebleau“                 | Bayonne, Bordeaux, Châteauroux, Angers & Tours | Orléans, Montargis, Sens, Troyes, Bar-sur-Seine, Bricon (Knotenbahnhof) und Chaumont | Neufchâteau (Vosges) (18. Armeekorps), Toul und Pont-Saint-Vincent (9. Armeekorps) |
| Linie E                       | 12. und 17. Militärregion     | 7. Kavalleriedivision (Abschirmungstruppen), dann die 10. Kavalleriedivision, das 12. und 17. Armeekorps und die 67. Reservedivision                                                   | Toulouse, Montauban, Périgueux und Angoulême | Limoges, Bourges, Cosne-sur-Loire, Clamecy, Auxerre, Saint-Florentin, Troyes-Saint-Julien (Knotenbahnhof), Brienne-le-Château und Wassy | Joinville, Gondreville (17. Armeekorps), Vaucouleurs, Pagny-sur-Meuse und Commercy (12. Armeecorps) |
| Linie F                       | 5. Militärregion              | Teile des 6. Armeekorps (Abschirmungstruppen), dann das 5. Armeekorps, das Kolonial-Armeekorps, die 55., 65. und 75. Reservedivision und das „Schwere Artillerieregiment Poitiers“     | Brest, Cherbourg, Orléans, Étampes, Melun & Paris | Noisy-le-Sec & Nangis oder Fontainebleau & Montereau, dann Flamboin-Gouaix, Nogent-sur-Seine, Troyes-Preize (Knotenbahnhof), Mailly-le-Camp & Vitry-le-François | Revigny-sur-Ornain, Bar-le-Duc, Ligny-en-Barrois (Kolonialkorps), Saint-Mihiel und Troyon (Meuse) (5. Armeekorps) |
| Linie G                       | 4., 6. und 11. Militärregion  | Teile des 6. Armeekorps (Abschirmungstruppen), dann das 4. und 11. Armeekorps, die 54. und 56. Reservedivision, die 9. Kavalleriedivision und das „Schwere Artillerieregiment Le Mans“ | Vannes, Nantes, Mans und Paris | über Dreux, Versailles, Choisy-le-Roi, Noisy-le-Sec, Meaux, La Ferté-Milon, Fismes, Reims (Knotenbahnhof) und Suippes | Sainte-Menehould (11. Armeekorps) und Verdun (4. Armeekorps) |
| Linie H                       | 3. und 10. Militärregion      | das 3. und 10. Armeekorps, die 53. und 60. Reservedivision | Rennes, Saint-Servan, Évreux, Rouen und Paris | über Mantes, Pontoise, Creil, Compiègne, Soissons, Laon (Knotenbahnhof) & Reims | Rethel (3. Armeekorps) und Vouziers (10. Armeekorps) |
| Linie I                       | 2. Armeeregion                | Teile des 2. Armeekorps (Abschirmungstruppen), dann die 52. Reservedivision und das „Schwere Artillerieregiment Douai“                                                                 | Amiens | über Ham, Laon (Knotenbahnhof), Montcornet, Mézières, Sedan | Stenay und Dun (2. Armeekorps) |
| Linie K                       | 1. Militärregion              | das 1. Armeekorps und die und 51. Reservedivision | Lille und Arras | über Douai, Valenciennes und Avesnes | Hirson (Knotenbahnhof) und Rimogne (1. Armeekorps) |
| Linie W                       | -                             | British Expeditionary Force | Häfen von Havre und Rouen (für die Infanterie), Calais und Boulogne-sur-Mer (für die Kavallerie und die Logistik) | je ein Zug über Amiens, Arras, Douai, Cambrai, Busigny, Nouvion und Wassigny, die anderen über Amiens, Chaulnes, Ham und Saint-Quentin | Le Cateau und Maubeuge. |
| Transitlinie Dijon – Laon     | -                             | – | von Gare de Dole-Ville über Gare de Dijon-Ville, Gare de Nuits-sous-Ravières, Gare de Montereau, Gare de Moret – Veneux-les-Sablons, Gare de Melun, Gare de Brunoy, la Grande Ceinture est, Gare de Villeneuve-Saint-Georges, Gare du Bourget, Gare de Villers-Cotterêts, Gare de Soissons nach Gare de Laon | von Gare de Dole-Ville über Gare de Dijon-Ville, Gare de Nuits-sous-Ravières, Gare de Montereau, Gare de Moret – Veneux-les-Sablons, Gare de Melun, Gare de Brunoy, la Grande Ceinture est, Gare de Villeneuve-Saint-Georges, Gare du Bourget, Gare de Villers-Cotterêts, Gare de Soissons nach Gare de Laon | von Gare de Dole-Ville über Gare de Dijon-Ville, Gare de Nuits-sous-Ravières, Gare de Montereau, Gare de Moret – Veneux-les-Sablons, Gare de Melun, Gare de Brunoy, la Grande Ceinture est, Gare de Villeneuve-Saint-Georges, Gare du Bourget, Gare de Villers-Cotterêts, Gare de Soissons nach Gare de Laon |
| Transitlinie Chagny – Busigny | -                             | - | von Gare de Chagny über Gare de Montchanin, Gare de Nevers, Gare de Saincaize, Gare de Bourges, Gare de Vierzon-Ville, Gare des Aubrais, la Grande Ceinture ouest, Gare de Juvisy, Gare d'Achères – Grand-Cormier, Gare de Pontoise, Gare de Creil, Gare de Compiègne, Gare de Tergnier nach Gare de Busigny | von Gare de Chagny über Gare de Montchanin, Gare de Nevers, Gare de Saincaize, Gare de Bourges, Gare de Vierzon-Ville, Gare des Aubrais, la Grande Ceinture ouest, Gare de Juvisy, Gare d'Achères – Grand-Cormier, Gare de Pontoise, Gare de Creil, Gare de Compiègne, Gare de Tergnier nach Gare de Busigny | von Gare de Chagny über Gare de Montchanin, Gare de Nevers, Gare de Saincaize, Gare de Bourges, Gare de Vierzon-Ville, Gare des Aubrais, la Grande Ceinture ouest, Gare de Juvisy, Gare d'Achères – Grand-Cormier, Gare de Pontoise, Gare de Creil, Gare de Compiègne, Gare de Tergnier nach Gare de Busigny |

Der Transport der Regimenter des Kavalleriekorps in die Aufmarschgebiete erfolgte ebenfalls mit der Eisenbahn, aber auf Nebenstrecken:
- die 5. Kavalleriedivision, stationiert in der Champagne, wurde über Provins, Esternay, Fère-Champenoise, Épernay und Reims nach Poix-Terron, Amagne und Attigny transportiert;
- die 3. Kavalleriedivision, stationiert zwischen Compiègne und Saint-Omer, wurde nach Martigny-Leuze, Aubenton, Rumigny und Aouste-Prez transportiert;
- die 1. Kavalleriedivision, stationiert bei Paris, wurde nach la Rouvroy-l'Échelle, Aubigny-les-Pothées, Tournes und Charleville transportiert.

### Abschirmung
Um den Schutz der Mobilmachung und des Aufmarsches der ersten Tage gegen feindliche Überraschungsangriffe sicherzustellen, wurde ein Plan zur Abschirmung der eigenen Truppenbewegungen in den ersten sechs Tagen nach der allgemeinen Mobilmachung erstellt.
Eine der größten Befürchtungen des französischen Generalstabes war die eines massiven Überraschungsangriffs:

„...der Einbruch auf dem Staatsgebiet durch feindlichen Truppen, bevor die eigenen Deckungstruppen sich in ihren vorhergesehenen Stellen einfinden konnten“

Aus diesem Grunde wurden sechs Punkte vorbeugender Maßnahmen aufgestellt, die nach der Mobilmachung umgesetzt wurden:
- Gruppe A (Vorsichtsmaßnahmen), Einberufung der Offiziere, der Beurlaubten und der inaktiven Truppen
- Gruppe B (Überwachungsmaßnahmen), Überwachung der Grenzen, der Telefon- und Telegraphenbüros.
- Gruppe C (Schutzmaßnahmen), Bewachung der Brücken und Viadukte;
- Gruppe D Überwachung der Küsten;
- Gruppe E (Maßnahmen für die vorbereitenden Organisationen), Einberufung zur Ausbildung der Gendarmerie, der dafür vorgesehenen Reservisten und der Territorialverbände zur Bewachung der Kommunikationswege in Frontnähe, Erfassung der notwendigen Pferdebestände
- Gruppe F (Vorbereitungsmaßnahmen für die Operationen), laden der Sprengminen an Brücken und Viadukten in Frontnähe, Beschießung verdächtiger Luftschiffe, Mobilmachungsübungen der Frontganisonen, Unterbrechung der internationalen Starkstromleitungen[35]

Die zur Abschirmung eingeteilten Einheiten hatten in Friedenszeiten bereits einen höheren Personalbestand als die übrigen – 200 Mann pro Kompanie statt 140 – die im Falle der Mobilmachung durch die Einberufung von frontnah wohnenden Reservisten noch auf 240 aufgestockt wurden.
Als erster Schritt wurden verstärkt Kasernen in Grenznähe errichtet, die auch dichter gestaffelt als im übrigen Land und mit relativ mehr Einheiten besetzt waren. Diese sollten im Falle der Mobilmachung als erstes ausrücken und die Grenze überwachen. Die Festungen des Système Séré de Rivières wurden bei Beginn des Krieges unverzüglich mit Reservisten und lokalen Territorialkräften besetzt, die in den Verteidigungsabschnitten Gräben ausheben, Stacheldrahtverhaue ziehen und zwischen den Fort Batteriestellungen errichten mussten. Die Abschirmung war fünf Armeekorps übertragen, von denen jedes durch eine Kavalleriedivision verstärkt wurde. Jedes Korpskommandant war für seinen Abschnitt dem Oberkommandierenden verantwortlich, bis zum Eintreffen der Hauptkräfte am Morgen des 5. Tages:
- das 7. Armeekorps mit der 14. Infanterie in Belfort, der 41. Infanteriedivision in Remiremont und der 8. Kavalleriedivision in Dole (Jura) für den Sektor der oberen Vogesen (Secteur des hautes Vosges) von Belfort bis Gérardmer
- das 21. Armeekorps mit der 43. Infanteriedivision in Saint-Dié, die 13. Infanteriedivision in Épinal und die 6. Kavalleriedivision in Lyon für den Sektor Obere Meurthe (Secteur de la Haute-Meurthe) von Fraize bis Avricourt
- das 20. Armeekorps mit der 11. Infanteriedivision in Nancy, der 39. Infanteriedivision in Toul und der 2. Kavalleriedivision in Lunéville für den Sektor Untere Meurthe (Secteur de la Basse-Meurthe) von Avricourt bis Dieulouard
- das 6. Armeekorps mit der 40. Infanteriedivision in Saint-Mihiel, der 42. Infanteriedivision in Verdun und der 7. Kavalleriedivision in Melun für den Sektor der südlichen Woëvre (Secteur de la Woëvre méridionale) von Pont-à-Mousson bis Conflans
- das 2. Armeekorps mit der 4. Infanteriedivision in Mézières, der 4. Kavalleriedivision in Sedan, der 3. Kavalleriedivision in Compiègne und der 5. Kavalleriedivision in Reims für den Sektor der nördlichen Woëvre (Secteur de la Woëvre septentrionale) von Conflans bis Givet

Somit standen für die Maßnahme der Abschirmung 127 Infanteriebataillone, 168 Kavallerieschwadronen und 159 Artilleriebatterien zur Verfügung. Ihr Auftrag laut dem Plan XVII lautete:

„Zu Beginn die Aufklärungsversuche feindlicher Abteilungen, die auf das eigenen Territorium vordringen wollen zu verhindern, und das Vordringen von Truppen aufzuhalten, die den eigenen Aufmarsch stören oder behindern könnten.“

Die Korps wurden theoretisch in zwei Schritten eingesetzt:
- der erste mit der Zeit zwischen der 3. und achten Stunde nach der Ausrufung der Mobilmachung
- der zweite vom 2. bis zum 4. Tag nach der Mobilmachung

die 12. Infanteriedivision als dritte Division des 6. Korps in Reims wurde in der Reserve gehalten.
Die Abschirmung wurde zwischen dem vierten und dem sechsten Tag durch drei eilig aufgestellte Divisionen (divisions « hâtives ») aus Amiens die 3. Infanteriedivision des 2. Armeekorps, aus Orléans die 9. Infanteriedivision des 5. Armeekorps und aus Dijon die 15. Infanteriedivision des 8. Armeekorps.
Alle diese Einheiten hatten Deckungen anzulegen (Gräben, Batterien, Unterstände) sowie die Glacis der Forts abzuholzen und die, bereits in Friedenszeiten angelegten Hinderniszonen zu verstärken – so südlich und nördlich von Montmedy, auf den Moselhöhen, auf dem Grand Couronne bei Nancy, in den Ausläufern des Waldes bei Charmes in den Vogesen, auf dem Plateau von Ortoncourt und von Essey. Bis zum 11. Tag nach der Mobilmachung hatten die Reservedivisionen die Abschirmungstruppen zu verstärken. Die Einheiten in den Befestigungen im Nordosten erhielten ihre Order nach sieben Tagen, die im Südosten nach sechs bis zehn Tagen. Im Südosten wurde die Abschirmung durch acht Gruppen Jäger zu Fuß durchgeführt (fünf der 14. Division und drei der 15. Division). Am 10. Tag nach der Mobilmachung wurden sie durch Reservebataillone der Gebirgsjäger abgelöst.

### Operationen
Gemäß dem Plan XVII waren die Aufmarschwege in den entsprechenden Direktiven (Directives pour la concentration) vom Februar 1914 festgehalten und den vorbestimmten Armeekommandanten übermittelt worden.
Die Offensive sollte beginnen, sobald die aktiven Korps in ihren Aufmarschgebieten bereit waren. Sie hatten sich nach dem Reglement zur Führung von Großverbänden vom Oktober 1913 zu richten. sowie nach dem Reglement über den Felddienst der Armeen vom Dezember 1913. Ebenso galt es, sich mit Russland abzustimmen, da beide Länder ihre Offensiven am 15. Tag nach der Mobilmachung beginnen wollten.
Um die Offensiven durchführen zu können, war der Generalstab umfangreich mit Landkarten von Nordost-Frankreich, von Ost-Belgien und von Elsaß-Mosel ausgerüstet.

„Die Absicht des Obersten Befehlshabers besteht darin, alle gesammelten Kräfte dem Angriff der deutschen Armeen entgegenzustellen.“

Die Hauptaufgabe der französischen Streitkräfte bestand darin sich in zwei Hauptaktionen zu entwickeln:
- nach rechts in die Vogesen und am Unterlauf der Mosel bei Toul,
- nach links, (also nach Norden) auf die Linie Verdun – Metz.

Diese zwei Aktionen wurden durch die agierenden Kräfte auf den Maashöhen und in der Woëvre-Ebene eng eingebunden.

### Die drei vorgesehenen Offensiven

Schema mit den vorgesehenen Offensiven gemäß dem Plan XVII. In blau die französischen Armeen, in grau und die belgischen und die Befestigungen des Système Séré de Rivières, in rot die deutschen Festungen.

Zwei große französische Offensivbewegungen waren vorgesehen, eine auf die lothringische Platte zwischen den Vogesen und Metz von der 1. und 2. Armee, sowie eine zweite im Gebiet von Thionville nach Diedenhofen und Luxemburg hinein (oder in die belgische Provinz Luxemburg im Falle einer deutschen Invasion von Belgien) durch die 4. und 5. Armee. Der 1. Armee war eine Gruppe zugeteilt (7. Armeekorps und 8. Kavalleriedivision). Diese stand zur Disposition des Oberkommandierenden und hatte am 4. Tag nach der Mobilmachung das Oberelsaß anzugreifen.

„Die besondere Mission besteht darin, in das Elsaß zurückzukehren und die gegnerischen Kräfte, die versuchen über den Westhang der Vogesen nach Norden zum Col de la Schlucht auszuweichen, anzugreifen, Weiterhin soll ein Aufstand der elsässischen Bevölkerungen, die der französischen Sache treu geblieben sind, begünstigt werden.“

Mehr noch sollten von der Gruppe die Rheinbrücken von Basel und von Neubreisach blockiert werden, verbunden mit einer Einnahme von Colmar und in einem zweiten Schritt eine Aufklärung gegen Straßburg.
Am Tag 12 der Mobilmachung macht der Kern der 1. Armee (vier Armeekorps)

„… einen Angriff in die Generalrichtung Baccarat, Sarrebourg, Sarreguemines, der rechte Flügel erreicht die Ränder der Vogesen, die äußerste Rechte erreicht den Rhein.“

während die 2. Armee mit fünf Armeekorps gleichzeitig

„… in Richtung Château-Salins und Saarbrücken angreift.“

Beide Armeen waren durch die Pays des étangs (eine Landschaft mit mehreren Weihern zwischen Château-Salins und Saarburg) getrennt.
Die Einkreisung der Festung Metz im Westen und Nordwesten war der 3. Armee (drei Armeekorps unter dem Kommando von Général Ruffey) im Südwesten auf den Maashöhen der 3. Reservedivisionsgruppe und im Südosten der 2. Reservedivisionsgruppe zugewiesen.
Die 4. Armee (drei Korps) waren zeitweilig in die zweite Linie gestellt worden.

„...soll am 12. Tag der Mobilmachung bereitstehen, um sich südlich der Woëvre aufzustellen um später an den Aktivitäten der 2. Armee nach Norden durch die Region im Westen der Maas, an der linke Seite der 3. Armee, in Richtung Arlon teilzunehmen.“

Die Mission der 5. Armee (fünf Armeekorps) bestand darin, gegen de rechten Flügel der Deutschen zu operieren. Sollten sich die Kampfhandlungen auf französisch-deutsches Gebiet beschränken, so hatte sie aus dem Brückenkopf bei Montmédy in Richtung Diedenhofen – Luxemburg anzugreifen. Wenn jedoch Belgien involviert würde, lag das Angriffsziel in Richtung Neufchâteau.

### „Fall Belgien“ und „Fall Schweiz“
Die Konzentration der französischen wie der deutschen Hauptkräfte erstreckte sich naturgemäß entlang der gemeinsamen Grenze. Diese Konzentration konnte sich jedoch verschieben, wenn einerseits ein Durchmarsch durch Belgien und Luxemburg, oder andererseits ein solcher durch die Schweiz durchgeführt würde. Frankreich hatte sich zunächst, auf Verlangen des Generalstabes im Winter 1911/1912 vorbehalten, die Neutralität Belgiens nötigenfalls zu missachten, was jedoch vom Obersten Kriegsrat auf seine Sitzung am 9. Januar 1912 abgelehnt wurde. Man wollte die britische Unterstützung nicht verlieren.
Der Plan XVII sah eine französische Reaktion auf einen deutschen Angriff durch neutrales Gebiet also vor, so eine begrenzte Aktion gegen die belgische Provinz Luxemburg oder das Schweizer Mittelland. Voraussetzung war eine massiver deutscher Angriff gegen Basel oder Lüttich. Bei einem, möglicherweise begrenzten, deutschen Angriff gegen das schweizerische Porrentruy hatte sich die 1. Reservedivisionsgruppe im Jura gegen Osten zu wenden und sich auf die (veralteten) Befestigungsanlagen zu stützen. Die Schweizer Armee war in der Lage, eine rasche Mobilmachung durchzuführen, die von den ständigen Frontbrigaden geschützt würde. Die Schweizer wären weiterhin in der Lage, ihre Grenzbefestigungen zu verteidigen und dazu alle Rheinbrücken bei Basel zu zerstören. Die Möglichkeit eines italienischen Angriffs über die Schweizer Pässe Grosser St. Bernhard, Simplon und St. Gotthard war zwar unwahrscheinlich, wurde jedoch berücksichtigt. (Erkenntnisse des 2. und 3. Büros des Generalstabes)
Im Falle eines Angriffs über luxemburgisches und belgisches Gebiet war eine Gegenoffensive der 4. Armee in Richtung Arlon und der 5. Armee in Richtung Neufchâteau geplant. Der linke Flügel sollte durch das Kavalleriekorps (am 4. Tag einsatzbereit) und die 4. Reservedivisionsgruppe gesichert werden. Der französische Einmarsch in Belgien war, auch zu Aufklärungszwecken, nur auf Befehl der Oberbefehlshabers möglich – nachdem dieser die Erlaubnis der belgischen Regierung erhalten hatte. Um die Kontrolle über die belgischen Maasbrücken sicherzustellen, wurde das „148e régiment d'infanterie“ aus Givet unverzüglich nach Dinant transportiert um schnellstens die Brücken bis Namur zu besetzen. Eine Kolonne von 40 Autobussen (je 35 Sitzplätze) wurde dafür im Pendelverkehr eingesetzt.
Da die Informationen über die gegnerischen Aktionen von größter Wichtigkeit waren, wurde im März 1914 ein „Informationsplan“ (« plan de renseignements ») erstellt. Dabei wurden die Erkenntnisse des „Spezialdienstes“ (Spionage), sowie der Luft- und Kavallerieaufklärung verwendet.

## Umsetzung 1914
Bei der Mobilmachung wurden die Abschirmung und der Aufmarsch im August 1914 gemäß den Vorgaben des Plans umgesetzt. Die ersten Operationen erfolgten alle in einem Schritt.

### Abschirmung und Mobilmachung
Im Juli 1914 hatte der französische Präsident Raymond Poincaré und der Ratspräsident René Viviani Russland besucht. Es war da zur Sprache gekommen, dass Frankreich die Abschirmung nicht zu früh umsetzen würde, um nicht als Provokateur zu erscheinen. Die allgemeine diplomatische Lage Ende Juli, Anfang August bestätigte was man vorhergesehen hatte: Luxemburg und Belgien würden überrannt werden (beide hatten bereits um Hilfe ersucht), Italien würde sich, trotz seiner vertraglichen Bindungen vorerst nicht an einem Krieg beteiligen, die Schweiz blieb unter allen Umständen neutral. Spanien würde ebenfalls neutral bleiben während sich Großbritannien an der Seite Frankreichs engagieren würde.

#### Umsetzung der Abschirmung

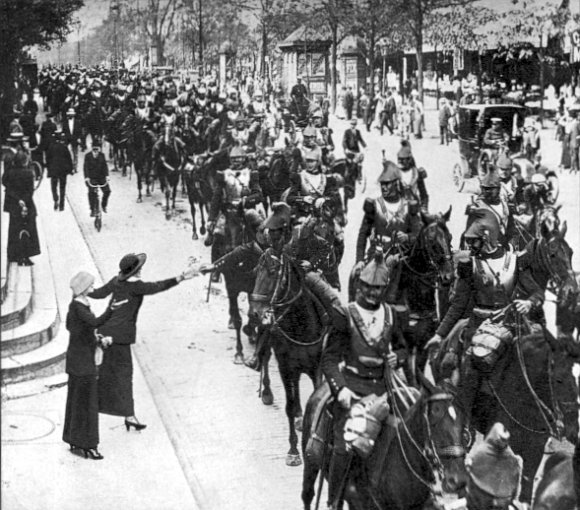
Kürassiere auf einem Boulevard in Paris.

Am 26. Juli 1914 wurden allen Generälen und allen Korpskommandanten mitgeteilt, dass sie sich ab sofort zur Verfügung zu halten hätten.
Am gleichen Tag wurden alle Einheiten (so auf den Truppenübungs- oder Schießplätzen) in die Kasernen befohlen. Das 4. Büro des Generalstabes, verantwortlich für die Eisenbahntransporte, alarmierte die Militärkommissionen der verschiedenen Ressorts. Am 27. Juli wurden die Marschbefehle für die Truppen der fünf Armeekorps der Ostfront waren ausgefertigt und die Korps verblieben zunächst im Status der erhöhten Alarmbereitschaft. Dazu kam die Erhöhung des Schutzes der Kommunikationswege, (speziell der Brücken). Um Mitternacht zwischen dem 27. und 28. Juli wurden vom Kriegsministerium die Marschbefehle für die Kräfte des Inneren. ab dem 29. Juli wurden die Festungswerke bewacht, die militärischen Anlagen und die Anlagen der drahtlosen Telegraphie im Bereich der sechs Frontkorps (1. Korps in Maubeuge, 2. Korps in den Ardennen, 6. Korps in Verdun, 20. Korps in Toul, 21. Korps in Épinal, und das 7. Korps in Belfort). Am Abend des 30. Juli ordnete das Kriegsministerium eine Mobilmachungsübung der frontnahen Garnisonen an einschließlich des Ausrückens eines Teils der aktiven Truppe.

„...jedoch, aus diplomatischen Gründen, ist es unerlässlich, dass wir keinen Zwischenfall verursachen. Infolgedessen soll sich kein Truppenteil und keine Patrouille, auch nicht unter einem Vorwand der Grenze mehr als zehn Kilometer nähern“

Die vier betroffenen Festungsgouverneure im Osten erhielten den Befehl, die notwendigen Arbeiten an den Festungswerken in Angriff zu nehmen (Ausheben von Stellungsgräben, Ziehen von Stacheldrahtverhauen und Schaffen von Batteriestellungen). Am Morgen des 31. Juli wurden den fünf Armeekorps im Osten eine Mobilmachungsübung befohlen, während Général Joffre bereits die Anordnung zur Generalmobilmachung verlangte:

„...es ist unbedingt notwendig, dass die Regierung weiß, dass jede Verspätung von 24 Stunden ab diesem Abend, bei der Einberufung der Reservisten und dem Versand der Telegramme zur Ausführung des Abschirmungsprogrammes uns bei der Ausführung des Aufmarsches zurückwirft, was uns pro Verspätungstag einen Gebietsverlust von 15 bis 20 Kilometern bringen wird. Der Oberbefehlshaber kann diese Verantwortung nicht übernehmen“

Am 31. Juli wurde der Eisenbahnverkehr zwischen Deutschland und Frankreich unterbrochen und Vorbereitungen zur Evakuierung der grenznahen Lokomotivendepots in (Pagny-sur-Moselle, Conflans-Jarny, Baroncourt und Audun-le-Roman) getroffen und die Bahnorganisation in den Militärstatus gesetzt. Am 31. Juli
genehmigt der Ministerrat die Abschirmungsaktion, dann wurde die Beschlagnahme der Eisenbahnen vorbereitet. Am 1. August um 18:00 Uhr wurde den betroffenen Regimentskommandanten die Telegramme zur Ausführung der Abschirmungsmaßnahmen zugestellt und mit der Einberufung der grenznah wohnenden Reservisten begonnen. Nach wie vor musste jedoch der 10 Kilometer Abstand zur Grenze eingehalten werden. Der Antransport für die Abschirmung begann am 3. August um die Mittagszeit mit insgesamt 538 Zügen, von denen 293 zum Truppentransport (hauptsächlich Kavallerie) eingesetzt wurden. 89 Züge wurden zum Transport von Verpflegung eingesetzt.

### Generalmobilmachung

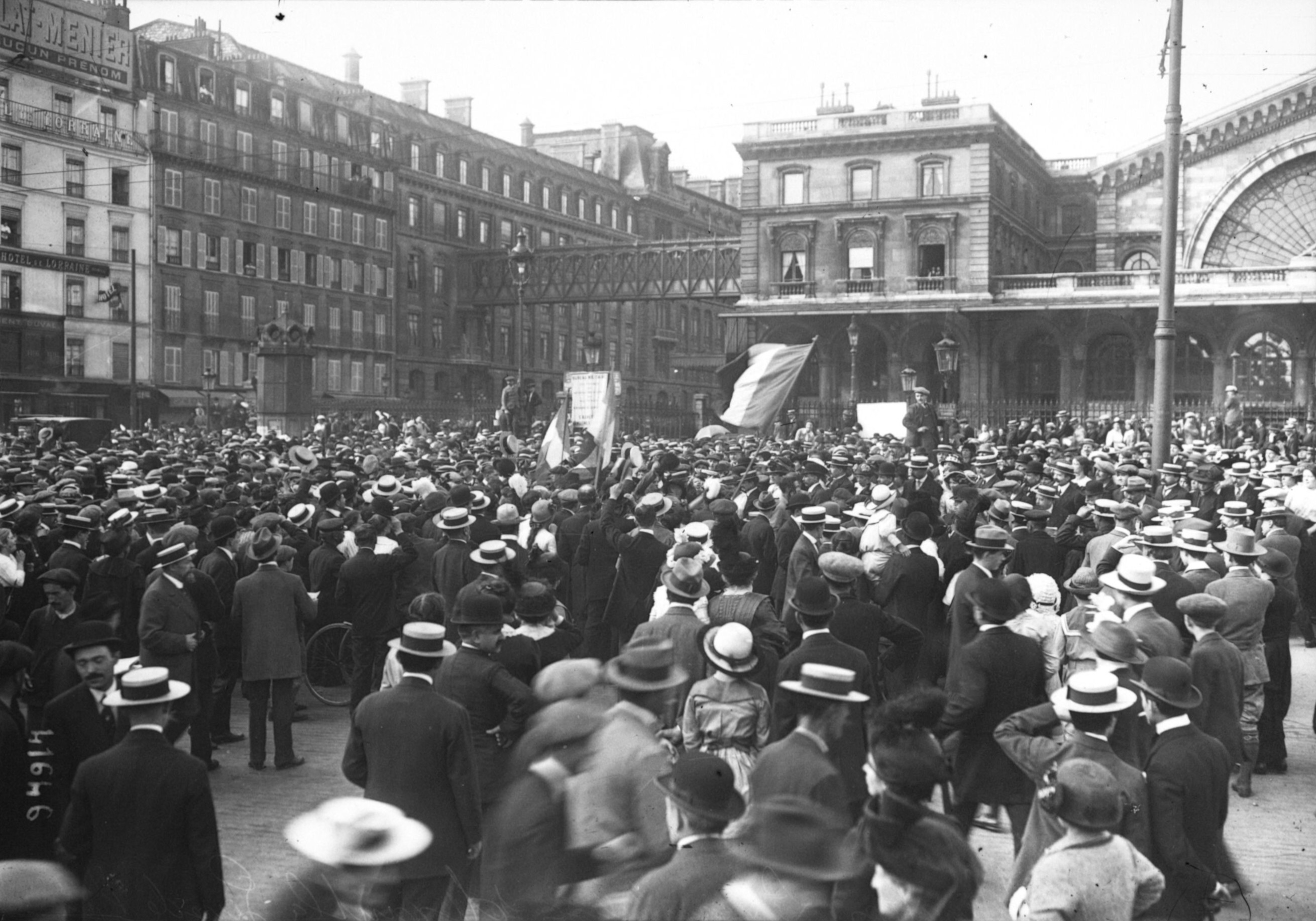
Volksmenge vor dem Gare de l'Est in Paris am 2. August 1914; nur die Reservisten haben an diesem Tag das Recht, den Bahnhof zu betreten.

Am 1. August 1914 um 15:45 Uhr gab die französische Regierung für den nächsten Tag die Generalmobilmachung bekannt. Die Telegramme über die Generalmobilmachung an die Kommandanten der Armeekorps, Divisionen und Regimenter verließen Paris am 1. August um 15:55 Uhr. Während der Mobilmachung war der zivile Bahnverkehr ausgesetzt, für die Einrichtung der Abschirmung und den Aufmarsch wurden 467 Züge täglich eingesetzt. Dazu kamen 172 Züge der Pariser Stadtbahn. Die Mobilmachung fanden in der ersten Hälfte des August ohne Probleme statt. Die Zahl der Verweigerer lag bei nur 1,5 %, obwohl man mit 15 % gerechnet hatte.

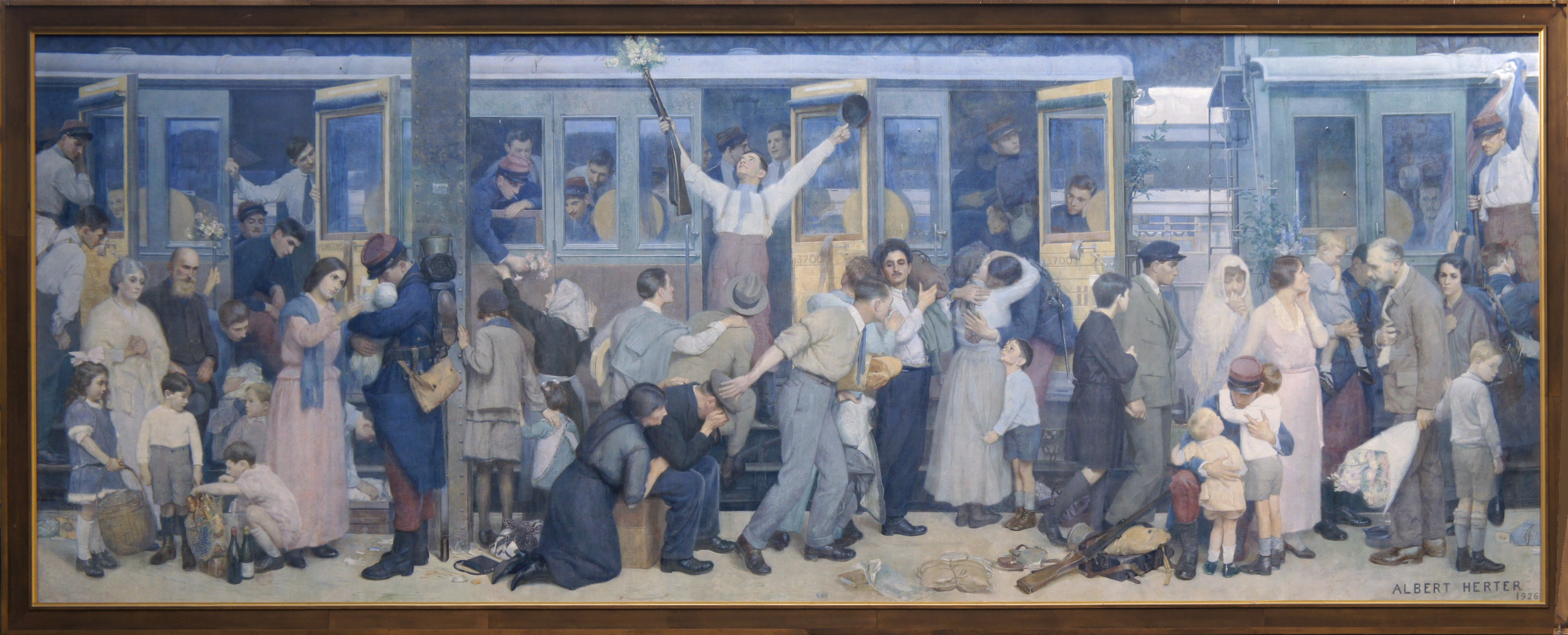
Die Abfahrt der Poilus im August 1914, Gemälde von Albert Herter 12 × 5 Meter von 1926 im Gare de Paris-Est

Die Gendarmerie Nationale als Militärpolizei musste nur in wenigen Fällen aktiv werden – meistens handelte es sich um Fälle der Selbstverstümmelung sowie eine Anzahl von Verweigerern im Departement Loire. Das „1er régiment de cuirassiers“ wurde aus Sicherheitsgründen für drei Tage „aus politischen Gründen“ in die Kaserne der École militaire verlegt, um die Garde républicaine zu verstärken. Für die zum Termin nicht Erschienenen und die Deserteure wurde eine Amnestie verkündet, falls sie sich freiwillig stellen würden.
Es meldeten sich die ersten 71.000 Freiwilligen. Ab dem 15. August galten die Instruktionen für die Annahme von freiwilligen dienenden Franzosen ab dem 17. Lebensjahr während der Zeit des Krieges. Das Gesetz der drei Jahre von 1913 genehmigte die Einberufung der Gestellungsjahrgänge ab 1914, die Reaktivierung von Veteranen aus dem Deutsch-Französischen Krieg, den Einsatz von Nichtfranzosen (26.000 Mann) hiervon explizit betroffen waren die Elsaß-Lothringer, die Angehörigen der polnischen Bevölkerungsgruppe in Paris, und die Italiener, soweit sie nicht bereits der Fremdenlegion angehörten.

#### Zwischenfälle bei der Abschirmungsmaßnahme
Am 2. August 1914 kam es zu einem ersten Zwischenfall: eine Patrouille des Jäger-Regiment zu Pferde Nr. 5 aus Mülhausen führte eine Aufklärung in Richtung Joncherey durch und geriet dabei auf französisches Territorium. Dabei stieß sie auf einen Zug des 44e régiment d’infanterie aus Montbéliard, der die Grenze überwachte. In einem kurzen Feuergefecht wurde der 21-jährige französische Caporal Jules-André Peugeot und der 22-jährige deutsche Leutnant Albert Mayer getötet. Weitere deutsche Aufklärungsmaßnahmen erkundeten die französischen Stellungen bei Longwy und Lunéville. Am Morgen des 2. August sendete der Chef des Generalstabes eine Note an die Regierung:

„Wir müssen einige Positionen aufgeben, die wir für die Entwicklung unseres Feldzugsplanes für wichtig halten. Die Positionen werden wir in der Zukunft zurückerobern müssen, was nicht ohne Verluste abgehen wird.“

Die Antwort lautete:

„Sie haben absolute Freiheiten, alle Maßnahmen durchzuführen, die zum Überschreiten der deutschen Grenze führen.“

Général Joffre teilte den Korpskommandanten der Abschirmtruppen mit:

„Aus nationalen Gründen, zur Aufrechterhaltung der nationalen Moral und aus Gründen der Diplomatie ist es unbedingt notwendig, den Deutschen die völlige Verantwortung für den Beginn die Feindseligkeiten zu lassen.“

Am 3. August versammelte Joffre noch einmal die fünf Armeekommandanten im Kriegsministerium, bevor er sein Großes Hauptquartier am 4. August in Vitry-le-François einrichtete. Bereits am 2. August um 18:45 Uhr hatte der Deutsche Botschafter in Paris die Kriegserklärung mit der Begründung französischer Luftangriffe auf deutsches Territorium überreicht.